# Hans Reiser
Hans Reiser, född december 1963 i Kalifornien, USA, är en amerikansk programmerare och ägare till bolaget Namesys, som utvecklat filsystemet ReiserFS.

## Mordet på Nina Reiser
Reiser greps 10 oktober 2006 anklagad för mordet på sin fru Nina Reiser. Han hävdade sin oskuld och att han diskriminerats i det amerikanska rättssystemet för att han är en nörd.
Reiser förklarades skyldig 28 april 2008 av juryn i Alameda County Superior Court. 7 juli 2008 ledde Reiser polisen till hustruns begravda kvarlevor i hopp att få ett mildare straff.
29 augusti 2008 dömdes Reiser till livstids fängelse med möjlighet till nådeansökande efter 15 år för den mildare formen av mord enligt amerikansk lag (second-degree murder). Enligt en uppgörelse med åklagaren får Reiser inte överklaga domen. Straffet började avtjänas den 5 september 2008 på San Quentin-fängelset.